# 池田惟貞

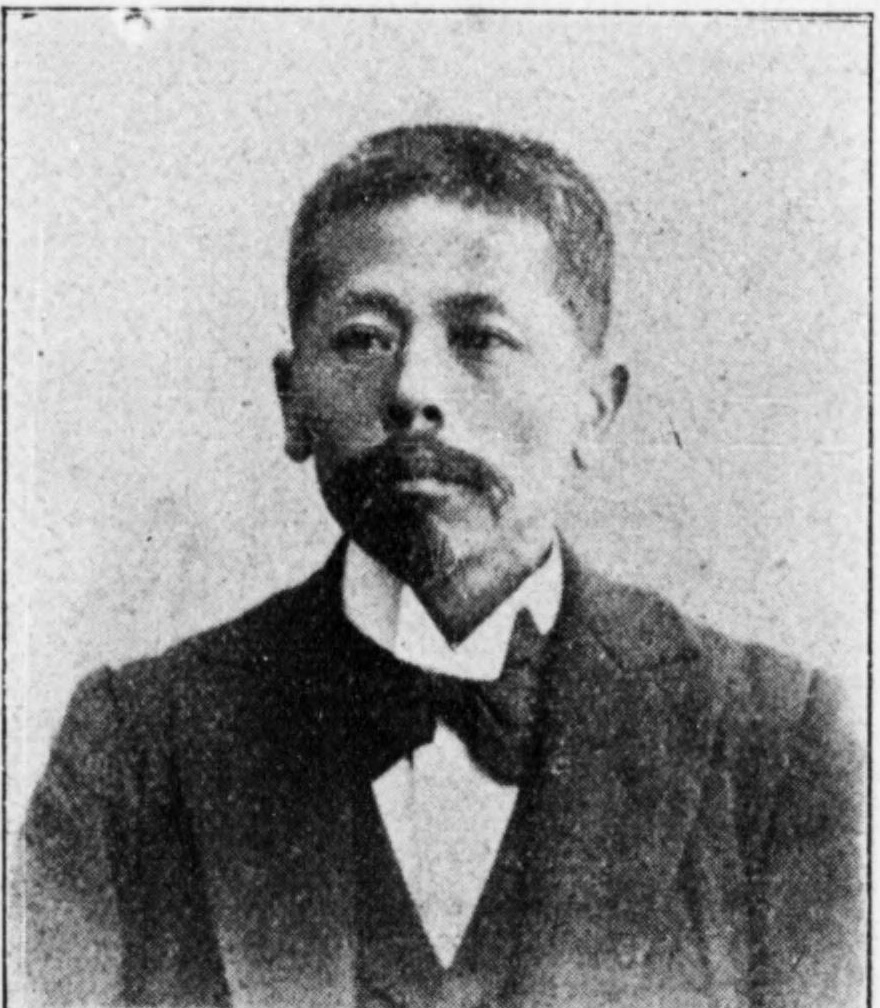
池田惟貞

池田 惟貞（いけだ これさだ、1849年9月26日（嘉永2年8月10日） - 1929年（昭和4年）10月1日）は、明治から大正期の養蚕家、政治家。衆議院議員（3期）。旧姓・溝口。

## 経歴
薩摩国出水郡出水郷武本村（鹿児島県出水郡上出水村、出水町を経て現出水市武本）で、薩摩藩郷士・溝口庄兵衛の四男として生れ、1866年（慶応2年）池田家の養嗣子となった。漢学を修めた。蚕糸業に従事する。
戊辰戦争後、大阪に留まっていたが帰藩を命ぜられた。1869年（明治2年）郷立撥奮館の教師となる。出水郡役所書記などを経て、1881年（明治14年）4月、鹿児島県会議員に選出され4期在任し、同副議長、地方森林会議員も務めた。
1902年の第7回衆議院議員総選挙において鹿児島県郡部から立憲政友会所属で初当選した。1903年の第8回総選挙で再選。1904年の第9回総選挙でも三選を果たした。衆議院議員を連続3期務め、1908年の第10回総選挙は不出馬。
その後、鹿児島県授産社社長、鹿児島瓦斯取締役などを務めた。1917年（大正6年）一切の役職を退任し、その後、囲碁と釣りを楽しんで余生を送った。

## 国政選挙歴
- 第4回衆議院議員総選挙（鹿児島県第4区、1894年9月、立憲革新党）次点落選[9]
- 第7回衆議院議員総選挙（鹿児島県郡部、1902年8月、立憲政友会）当選[10]
- 第8回衆議院議員総選挙（鹿児島県郡部、1903年3月、立憲政友会）当選[10]
- 第9回衆議院議員総選挙（鹿児島県郡部、1904年3月、立憲政友会）当選[10]